# 藤原清美
藤原 清美（ふじわら きよみ、1967年 - ）は、ブラジル在住のスポーツライター。放送作家。兵庫県の出身。

## 略歴
北九州大学（現・北九州市立大学）文学部英米文学科卒業。1990年、番組制作会社エキスプレスに入社。放送作家としてスポーツ・ドキュメンタリーなどの番組制作に携わる。

## 放送作家としての活動
- 番組取材を通じてジーコと知り合い、ブラジルのサッカーに強い関心を持つようになり、1998年には彼がテクニカル・コーディネーターを務めたサッカーブラジル代表（セレソン）にW杯フランス大会まで3か月にわたる密着取材を敢行する。

- 2001年、リオデジャネイロに活動拠点を移す。エキスプレスには引き続き在籍し、ブラジル駐在員の肩書きを持つ。ブラジル人以外のジャーナリストとしては唯一、セレソンへの同行取材が許されている[1]。

- 2005年4月、ブラジルで（優れたスポーツメディア関係者に贈られる）ボーラ・ジ・オウロ賞の国際部門を、同行カメラマンのジョルジ・ヴェントゥーラと共に受賞した。

- 2008年、ヴェントゥーラらと共に、ブラジル国内で雑誌『VIAGEM & FUTEBOL』（旅とフットボール）を創刊する。

## 書籍
- ジーコの準備―ブラジル代表ワールドカップへの90日（翻訳、エキスプレス）　1998年7月　ISBN 4900853992
- ジーコの挑戦―ブラジル代表ワールドカップ激闘の記録（翻訳、エキスプレス）　1998年8月　ISBN 4900853984
- ジーコ 終わりなき挑戦（上記2冊の文庫化、小学館文庫）　2002年11月　ISBN 4094053115
- 感動! ブラジルサッカー（講談社現代新書）　2006年5月刊　ISBN 4061498355

## 出演番組
- 藤原清美通信 ブラジル発サッカーの旅（EXエンタテイメント）2003年11月～2005年12月
- Ola!セレソン密着 これが世界最強ブラジル代表だ!（フジテレビNEXT）不定期
- Foot!（J SPORTS）不定期ゲストおよびポルトガル語圏選手へのインタビューVTRを提供